# Wedelia ligulifolia
Wedelia ligulifolia là một loài thực vật có hoa trong họ Cúc. Loài này được (Standl. & L.O.Williams) Strother miêu tả khoa học đầu tiên năm 1991.